# アベリサウルス
アベリサウルス（学名 : Abelisaurus）は後期白亜紀に生息していた二足歩行の大型肉食恐竜。竜盤目アベリサウルス科に属する。アルゼンチン・パタゴニア地方で発見された、鼻面が骨質の鋲におおわれたがっしりとした造りの頭骨のみで知られている。
おそらくは外見はティラノサウルスに似た動物で、全長は約6.5～9メートルだったと考えられている。　他のアベリサウルス科の恐竜と同じく、前足は短かったとみられている。
顔は短かったかもしれない。
学名は発見者である、地元の博物館の館長ロベルト・アベルに因む。